# تسوئنسورنگین تسوگبادراخ
تسوئنسورنگین تسوگبادراخ (به مغولی: Цэвээнсүрэнгийн Цогбадрах،  زادهٔ ۱ ژانویهٔ ۱۹۹۸) یک کشتی‌گیر آزادکار اهل کشور مغولستان است.
از افتخارات وی می‌توان به کسب مدال برنز قهرمانی کشتی جهان ۲۰۲۴ اشاره کرد.

## فعالیت حرفه‌ای

### قهرمانی کشتی جهان ۲۰۲۴
تسوگبادراخ در وزن ۶۱ کیلوگرم کشتی آزاد قهرمانی کشتی جهان ۲۰۲۴ تیرانا شرکت کرد، او در مسابقه های اول تا سوم آریان چیوترین از بلاروس، تایربک ژوماشبک اولو از قرقیزستان و رضا مؤمنی از ایران را شکست داد اما در نیمه نهایی به احمد دومان از ترکیه باخت و به دیدار رده‌بندی رفت. وی در دیدار رده‌بندی نورالدین نوروزوف از آذربایجان را شکست داد و مدال برنز را بدست آورد.